# Televiggiù
Televiggiù è stato un programma televisivo italiano andato in onda dal 2 ottobre al 10 novembre 1989 in seconda serata dal lunedì al venerdì su Italia 1, con la conduzione di Gianfranco D'Angelo. Ispirato al varietà di Renzo Arbore Indietro tutta!, è stato ideato da Enrico Vaime. Il sottotitolo della trasmissione era Dove osano le galline, data la presenza nella trasmissione di un esemplare di questo animale, evidente riferimento alle "ragazze coccodè" del programma di Arbore.

## Il programma
Il programma, condotto da Gianfranco D'Angelo, è andato in onda nell'autunno del 1989. Di stampo comico, Televiggiù era una parodia di una televisione privata che aveva l'obiettivo di fare concorrenza alla Fininvest. Diretta dal conduttore Gianfranco D'Angelo, questa immaginaria televisione si avvaleva però di un insieme di collaboratori poco efficienti e che portavano a scarsi risultati, tra cui il conduttore di talk show interpretato da Rocco Papaleo, l'assistente sottomesso Gianfelice Imparato, mentre Gianni Ippoliti è impegnato in una rilettura dei classici della letteratura come la Divina Commedia, con tutto il cast della sua precedente trasmissione Dibattito!.
Del cast facevano parte anche Sonia Grey, Alessandra Casella, Stefano Antonucci, Demo Mura, Luca Laurenti, Sergio Vastano, la soubrette Sabina Stilo e le "nove-ragazze-nove" del gruppo Mamma Cicciomitocca, coreografate da Iaia De Capitani. La sigla di testa L'antenna di Televiggiù e la sigla di coda Uomini erano realizzate da Claudio Mattone. L'orchestra della trasmissione era diretta da Gianni Mazza.
Il ricco cast di autori, capeggiato da Enrico Vaime, era composto da Marco Presta e Antonello Dose (che in seguito hanno realizzato Dove osano le quaglie, riprendendo il sottotitolo di questa trasmissione), Paola Pascolini, Giampiero Ameli, Rosanna Ruffini, Massimo Russo e Ivo Setton.

### Accoglienza
La trasmissione fu giudicata troppo simile ai varietà di Renzo Arbore trasmessi nelle stagioni precedenti, come Indietro tutta! e Quelli della notte, a causa della scenografia dai colori sgargianti, le sigle-tormentoni di Claudio Mattone e la presenza del maestro d'orchestra Gianni Mazza, ricorrente nei programmi di Arbore. Tuttavia, l'ispirazione nei confronti di queste produzioni era dichiarata apertamente. Particolare successo di critica ottenne la rubrica di Gianni Ippoliti dedicata alla rilettura semiseria dei classici della letteratura, mentre la stampa rilevò la capacità del conduttore di far risultare piacevole la trasmissione nonostante non fosse particolarmente innovativa.
La trasmissione fu tuttavia chiusa anticipatamente rispetto al previsto a causa dei dati Auditel non soddisfacenti, che però risultarono in crescita nell'ultima settimana di programmazione, quando il varietà registrò 1.550.000 telespettatori.
Subito dopo la chiusura della trasmissione, l'ideatore Enrico Vaime denunciò, attraverso una lettera aperta ai giornali, cattiverie e veleni aziendali interni alla Fininvest in particolar modo entrando in polemica con Antonio Ricci, ideatore di Striscia la notizia. Contestualmente anche Gianfranco D'Angelo entrò in polemica con Ricci, che aveva criticato la trasmissione e si era detto tradito dall'attore, con il quale aveva collaborato a lungo per Drive in, che aveva deciso di non lavorare più con lui.
Il programma è stato replicato più volte negli anni 2000 dalla rete satellitare Happy Channel e successivamente degli anni 2010 da Mediaset Extra.